# Herman Hamnqvist

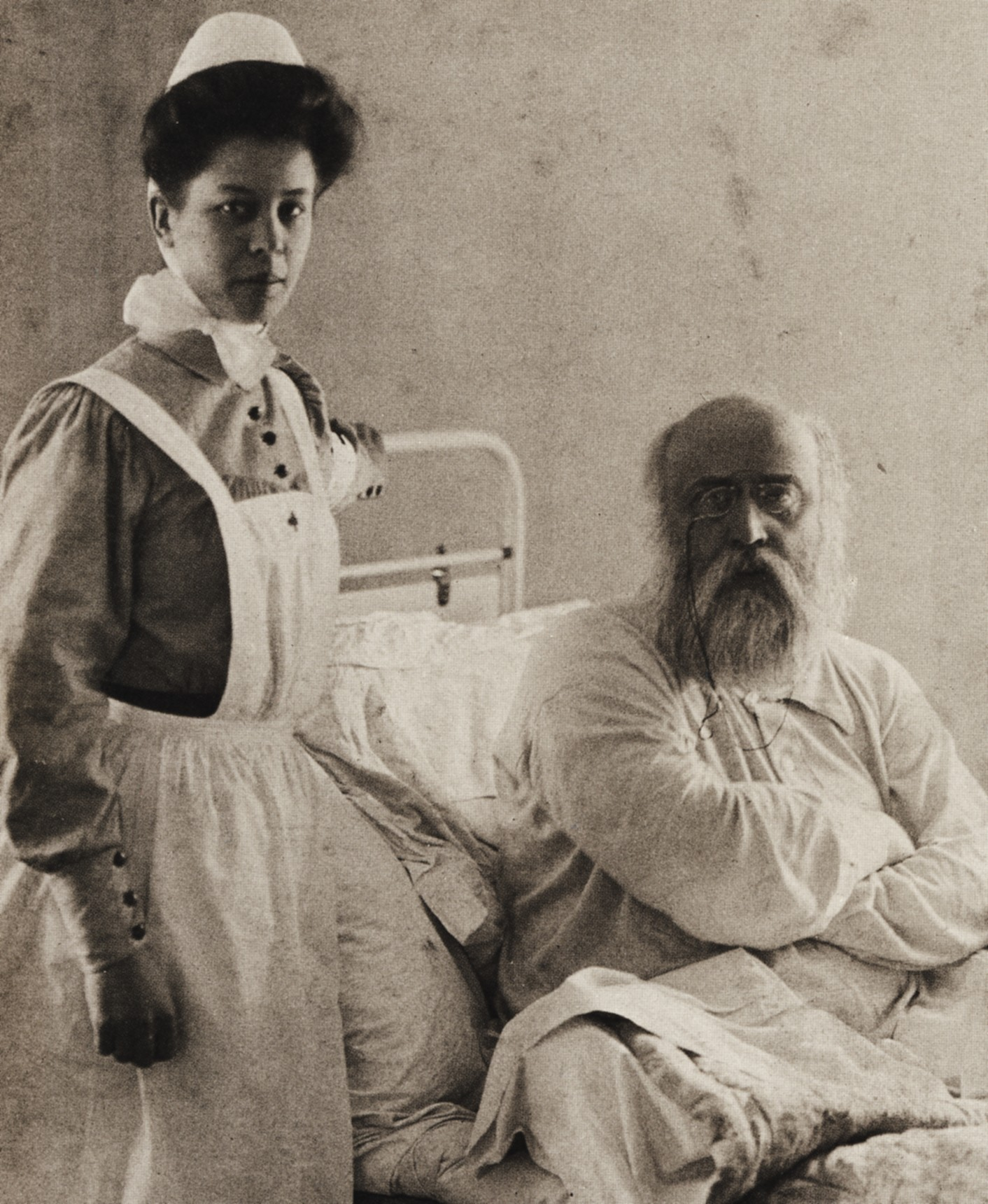
Gustaf Fröding se Signe Trotzig

Herman Hamnqvist (22. srpna 1865 Härnösand – 7. ledna 1946 Västervik) byl švédský fotograf královského dvora. Provozoval jeden z předních ateliérů ve Stockholmu a věnoval se nejen umění fotografie, ale také hudbě a působil jako skladatel. Byl ženatý s Annou Fredrikou, rozenou Bratt.

## Životopis
Hamnqvist studoval na univerzitě v Uppsale v letech 1885–1887 a v roce 1889 se stal fotografem v Karlskroně. V roce 1890 se přestěhoval do Stockholmu s ateliérem v Drottninggatanu a v roce 1894 v Biblioteksgatanu. V roce 1905 nechal v Källvägen (nyní Vikvägen 11) v Saltsjöbadenu postavit tzv. „ Fotografovu vilu “. Dům navrhl architekt Carl Westman a obsahoval také ateliér. V roce 1895 byl jedním ze zakladatelů Švédské asociace profesionálních fotografů (Svenska Fotografers Förbund), kde byl sekretářem jeho kolega Ferdinand Flodin.
Co se týče snímků, Hamnqvist a Flodin byli průkopníky nových výrazových prostředků fotografie. Na své fotografie kladl Hamnqvist velký umělecký aspekt a chtěl upozornit na krásu fotografického umění, ale zároveň varoval před přeháněním a „uměním“. Slavný je jeho reportážní obraz nemocného básníka Gustafa Frödinga, který leží ve své posteli ve vile Gröndal. Vedle postele stojí zdravotní sestra Signe Trotzigová a snímek pořídil autor 31. května 1908.
Hamnqvist se chtěl vyvyrovat zažitých starých postupů ve studiu a nejlépe se dostat pryč od mechanické prezentace formátů vizitek. V Photographic Journal v roce 1901 formuloval svůj názor na tehdejší studiové dekorace, který často sloužily jako pozadí pro studiové obrazy takto:
| „ | Tato ošklivá palácová zámecká prostředí s palmami, tento podivný nábytek, který nesedí k prostým chlapům, kteří by se jinak nikdy nebyli takovými věcmi neobtěžovali, by tyto univerzální ozdobné předměty a nepřirozenosti, které nemají svůj ekvivalent v každodenním životě, měly být všechny označeny jako hanba, a posloužit jako varovný signál pro děti, které jsou vychovávány k fotografování s myslí a porozuměním. | “ |

Deset let pracoval v časopise Fotografisk tidskrift, ale zaměřoval se pouze ne technické články. V roce 1917 prodal studio a přestěhoval se do Helsingborgu a v roce 1920 do Göteborgu. Tam se na nějaký čas stal kantorem Švédské školy fotografie. Poté profesi fotografie zcela opustil a věnoval se hudbě jako hudební kritik. Zdá se, že mnoho z jeho nejlepších fotografií bylo během těchto posledních let ztraceno.

## Galerie

Hans och Greta, Kungliga Operan, 1896
Hans och Greta, Kungliga Operan, 1896
Harriet Bosse
Harriet Bosse
Harriet Bosse
Hraběnka Irma von Geijer s dětmi Margitou a Erikem, 1917
Lisa Håkansson
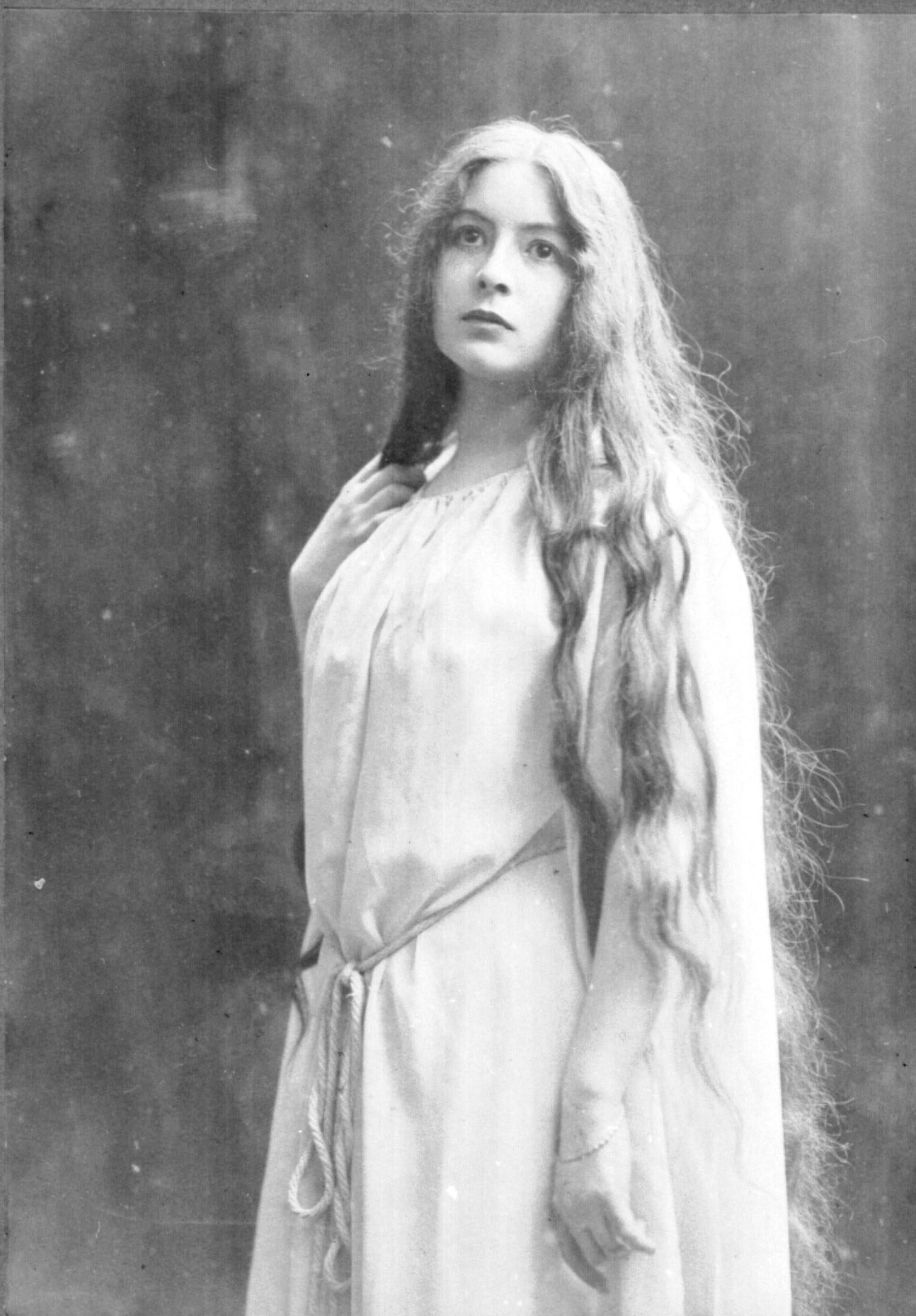
Lola Artôt de Padilla
Sven Nyblom
Sven Nyblom
Tore Svennberg
Tore Svennberg
Tore Svennberg
Tore Svennberg